# Demonte
Demonte là một đô thị tại tỉnh Cuneo trong vùng Piedmont của Italia, vị trí cách khoảng 90 km về phía tây nam của Torino và khoảng 20 km về phía tây nam của Cuneo. Tại thời điểm ngày 31 tháng 12 năm 2004, đô thị này có dân số 2.019 người và diện tích là 127,6 km².
Demonte giáp các đô thị: Aisone, Castelmagno, Marmora, Moiola, Monterosso Grana, Pradleves, Sambuco, Valdieri, Valloriate và Vinadio.